# 亚历山大·佩恩
亚历山大·佩恩（英語：Alexander Payne，1961年2月10日—）是一名希腊裔美国男导演、監製和编剧。他的电影以黑色幽默和对当代美国社会的讽刺性描述而知名，获得过两次奥斯卡最佳改编剧本奖。

## 早年生活
潘恩生于内布拉斯加州的奥马哈的希腊裔美国人家庭，父母是餐馆经营者。他是家中三个儿子中最小的，他跟美国亿万富豪沃伦·巴菲特生长在同一个地区。后来他考入史丹佛大學，在那里主修西班牙语和历史双学位。为了学习西班牙语，他还在西班牙的萨拉曼卡大学学习过一段日子。1990年他获得洛杉磯加州大學的藝術創作碩士。

## 事业
在1996年正式导演自己的首部电影 Citizen Ruth 之前，他曾参与一些电影和电视领域的工作。
2004年佩恩导演的喜剧剧情片《杯酒人生》获得第77届奥斯卡金像奖最佳影片、导演、改编剧本、男配角和女配角五项提名，赢得最佳改编剧本奖。
2012年其执导、佐治古尼主演的剧情片《继承大丈夫》获得第69届金球奖最佳剧情片和最佳男主角奖（佐治古尼），以及第84届奥斯卡金像奖最佳改编剧本奖，另外也获得奥斯卡最佳影片、导演、男主角和最佳剪辑4项提名。
2013年黑白作品《內布拉斯加》入围第66届坎城影展主竞赛单元，并为布鲁斯·邓恩赢得最佳男演员奖，更获得第86届奥斯卡金像奖最佳影片、导演、原创剧本等六项提名。
2017年执导的科幻喜剧片《缩小人生》成为第74屆威尼斯影展主竞赛片和开幕片。

## 个人生活
2003年1月1日，他与韓國裔加拿大籍的女演員吳珊卓结婚，之前两人约会交往了三年。2005年3月12日，两人宣布分手；2006年12月22日正式离婚。

## 电影作品

### 长片
导演/编剧
- 1996年：Citizen Ruth
- 1999年：校园风云/Election
  - 提名—奧斯卡最佳改編劇本獎
- 2002年：心的方向/About Schmidt
  - 金球獎最佳劇本
  - 提名—金球獎最佳導演
  - 提名—金棕櫚獎
- 2004年：杯酒人生/Sideways
  - 奧斯卡最佳改編劇本獎
  - 金球獎最佳劇本
  - 英國電影學院獎最佳改編劇本
  - 提名—奧斯卡最佳導演獎
  - 提名—奧斯卡最佳影片獎
  - 提名—金球獎最佳導演
  - 提名—金球獎音乐喜剧类最佳影片
- 2011年：繼承大丈夫/The Descendants
  - 奧斯卡最佳改編劇本獎
  - 提名—奧斯卡最佳導演獎
  - 提名—奧斯卡最佳影片獎
  - 提名—金球獎最佳導演
  - 提名—金球獎最佳劇本
  - 提名—英國電影學院獎最佳改編劇本
  - 提名—英國電影學院獎最佳影片
- 2013年：内布拉斯加/Nebraska
  - 提名—金球獎最佳導演
  - 提名—金球獎音乐喜剧类最佳影片
  - 提名—金球獎最佳劇本
  - 提名—金棕櫚獎
  - 提名—奧斯卡最佳導演獎
  - 提名—奧斯卡最佳影片獎
  - 提名—奧斯卡最佳原创剧本獎
- 2017年：縮小人生/Downsizing
  - 提名—金狮奖
- 2023年：滯留生/The Holdovers
  - 提名—奧斯卡最佳影片獎
  - 提名—奧斯卡最佳原创剧本獎

仅编剧
- 2001年：侏羅紀公園3/Jurassic Park III
- 2007年：I Now Pronounce You Chuck and Larry (仅编写大纲)

制片人
- 2004年：The Assassination of Richard Nixon
- 2007年：King of California
- 2007年：萨维奇一家/The Savages
- 2011年：Cedar Rapids

### 短片
- Carmen (1985)
- Paris, je t'aime (segment 14th arrondissement)

### 学生电影
- The Passion Of Martin (1991)

## 书籍
- The Coffee Table, Coffee Table Book[4]with James Zemaitis (a Coffee table book)
- The Sideways Guide to Wine and Life with Jim Taylor and illustrated by Rex Pickett